# Friesenheim (Bas-Rhin)
Pour les articles homonymes, voir Friesenheim.
Friesenheim [fʁizənaim]  est une commune française située dans la circonscription administrative du Bas-Rhin et, depuis le 1er janvier 2021, dans le territoire de la Collectivité européenne d'Alsace, en région Grand Est.
Cette commune se trouve dans la région historique et culturelle de l'Alsace.

## Géographie

### Localisation
Frisenheim fait partie du canton Canton d'Erstein et de l'arrondissement de Sélestat-Erstein. Ses habitants sont nommés les Friesenheimois.
Deux hameaux, éloignés de plusieurs kilomètres, font partie du village de Friesenheim : Neunkirch et Zelsheim. Ce dernier lieu se trouve au milieu de champs, près d'une route qui va du canal du Rhône au Rhin et d'une ancienne maison éclusière et entre la forêt et le hameau de Neunkirch qui fut jadis un haut lieu de pèlerinage. Friesenheim reste à ce jour un village essentiellement agricole.

### Hameaux
- Neunkirch[2].
- Zelsheim[3].

### Géologie et relief
Hydrogéologie et climatologie : Système d’information pour la gestion de l’Aquifère rhénan, par le BRGM :
Territoire communal : Occupation du sol (Corinne Land Cover); Cours d'eau (BD Carthage),
Géologie : Carte géologique; Coupes géologiques et techniques,
 Hydrogéologie : Masses d'eau souterraine; BD Lisa; Cartes piézométriques.

### Sismicité
Commune située dans une zone 3 de sismicité modérée.

### Hydrographie

#### Réseau hydrographique
La commune est dans le bassin versant du Rhin au sein du bassin Rhin-Meuse. Elle est drainée par le canal du Rhone au Rhin, le ruisseau Muhlbach de Gerstheim, le ruisseau le Neuergraben, le canal de raccordement au le canal du Rhone au Rhin et le ruisseau Istergraben,.
Le canal du Rhône au Rhin, d'une longueur de 133 km, relie la Saône, affluent navigable du Rhône, au Rhin, par la vallée du Doubs et son prolongement en Haute Alsace jusqu'à Niffer sur le Rhin, un autre prolongement rejoignant Strasbourg par la canalisation de l'Ill. 
Le ruisseau Muhlbach de Gerstheim, d'une longueur de 25 km, prend sa source dans la commune de Sundhouse et se jette  dans la canal d'alimentation du Bassin de Plobsheim à Erstein, après avoir traversé neuf communes. 

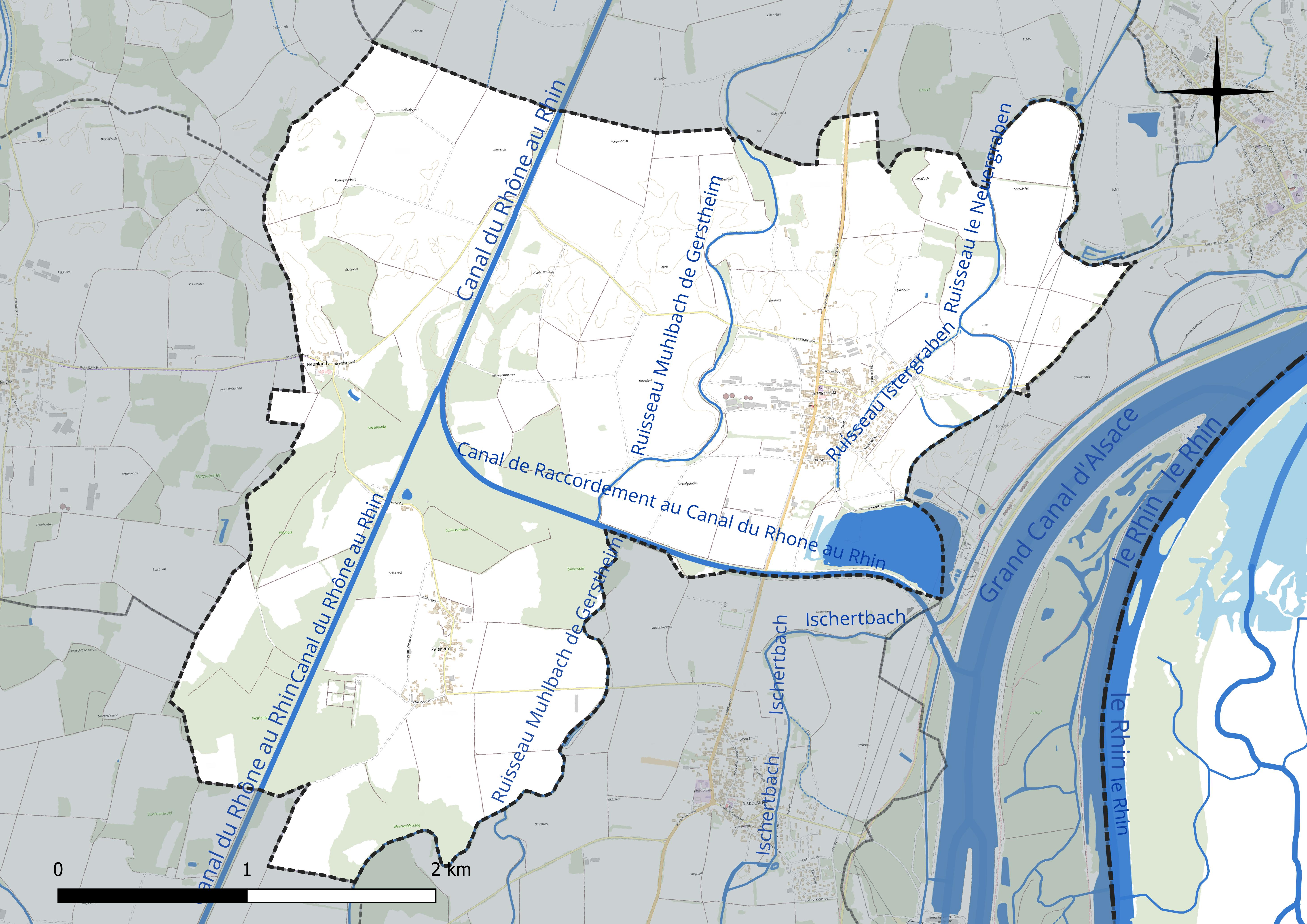
Réseau hydrographique de Friesenheim.

#### Gestion et qualité des eaux
Le territoire communal est couvert par le schéma d'aménagement et de gestion des eaux (SAGE) « Ill Nappe Rhin ». Ce document de planification concerne la nappe phréatique rhénane, les cours d'eau de la plaine d'Alsace et du piémont oriental du Sundgau, les canaux situés entre l'Ill et le Rhin et les zones humides de la plaine d'Alsace. Le périmètre s’étend sur 3 596 km2. Il a été approuvé le 17 janvier 2005. La structure porteuse de l'élaboration et de la mise en œuvre est la région Grand Est. 
La qualité des cours d’eau peut être consultée sur un site dédié géré par les agences de l’eau et l’Agence française pour la biodiversité. 

### Climat
Pour des articles plus généraux, voir Climat du Grand Est et Climat du Bas-Rhin.
En 2010, le climat de la commune est de type climat océanique dégradé des plaines du Centre et du Nord, selon une étude du Centre national de la recherche scientifique s'appuyant sur une série de données couvrant la période 1971-2000. En 2020, Météo-France publie une typologie des climats de la France métropolitaine dans laquelle la commune est exposée à un climat semi-continental et est dans la région climatique  Alsace, caractérisée par une pluviométrie faible, particulièrement en automne et en hiver, un été chaud et bien ensoleillé, une humidité de l’air basse au printemps et en été, des vents faibles et des brouillards fréquents en automne (25 à 30 jours). 
Pour la période 1971-2000, la température annuelle moyenne est de 10,7 °C, avec une amplitude thermique annuelle de 17,8 °C. Le cumul annuel moyen de précipitations est de 658 mm, avec 8,2 jours de précipitations en janvier et 9,5 jours en juillet. Pour la période 1991-2020, la température moyenne annuelle observée sur la station météorologique de Météo-France la plus proche, « Selestat Sa », sur la commune de Sélestat à 17 km à vol d'oiseau, est de 11,4 °C et le cumul annuel moyen de précipitations est de 621,1 mm. 
La température maximale relevée sur cette station est de 39,3 °C, atteinte le 13 août 2003 ; la température minimale est de −17 °C, atteinte le 20 décembre 2009,,. 
Les paramètres climatiques de la commune ont été estimés pour le milieu du siècle (2041-2070) selon différents scénarios d'émission de gaz à effet de serre à partir des nouvelles projections climatiques de référence DRIAS-2020. Ils sont consultables sur un site dédié publié par Météo-France en novembre 2022.

### Villages les plus proches
- Diebolsheim 2,3 km
- Boofzheim 2,6 km
- Rhinau 2,7 km
- Witternheim 4,2 km
- Rossfeld 5 km
- Bindernheim 5,2 km
- Herbsheim 5,4 km
- Obenheim 5,7 km
- Daubensand 5,7 km
- Sélestat 19,7 km

### Voies de communications et transports

#### Voies routières
- A35, aussi appelée autoroute des cigognes ou l'Alsacienne : Échangeurs Ebersheim, Sélestat, Barr.

#### Transports en commun
- Transports en Alsace.
- Fluo Grand Est.

#### Lignes SNCF

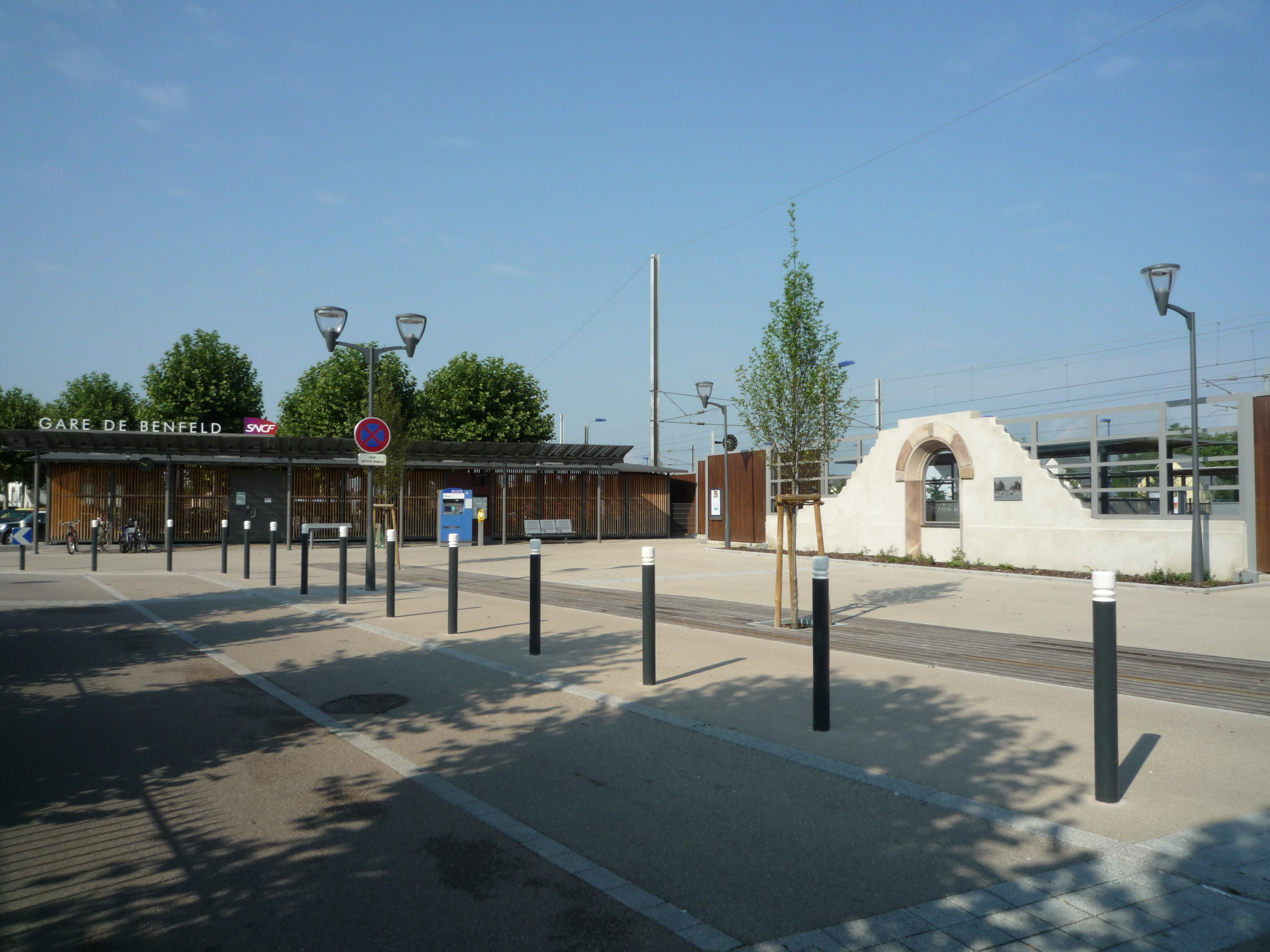
Gare de Benfeld.

- Gare de Benfeld.
- Gare de Kogenheim.
- Gare de Matzenheim.
- Gare d'Erstein.
- Gare d'Ebersheim.

| Herbsheim Rossfeld   | Boofzheim   |             |
| Witternheim          | Friesenheim | Rhinau      |
| Bindernheim Selestat |             | Diebolsheim |

### Intercommunalité
Commune membre de la Communauté de communes du Canton d'Erstein.

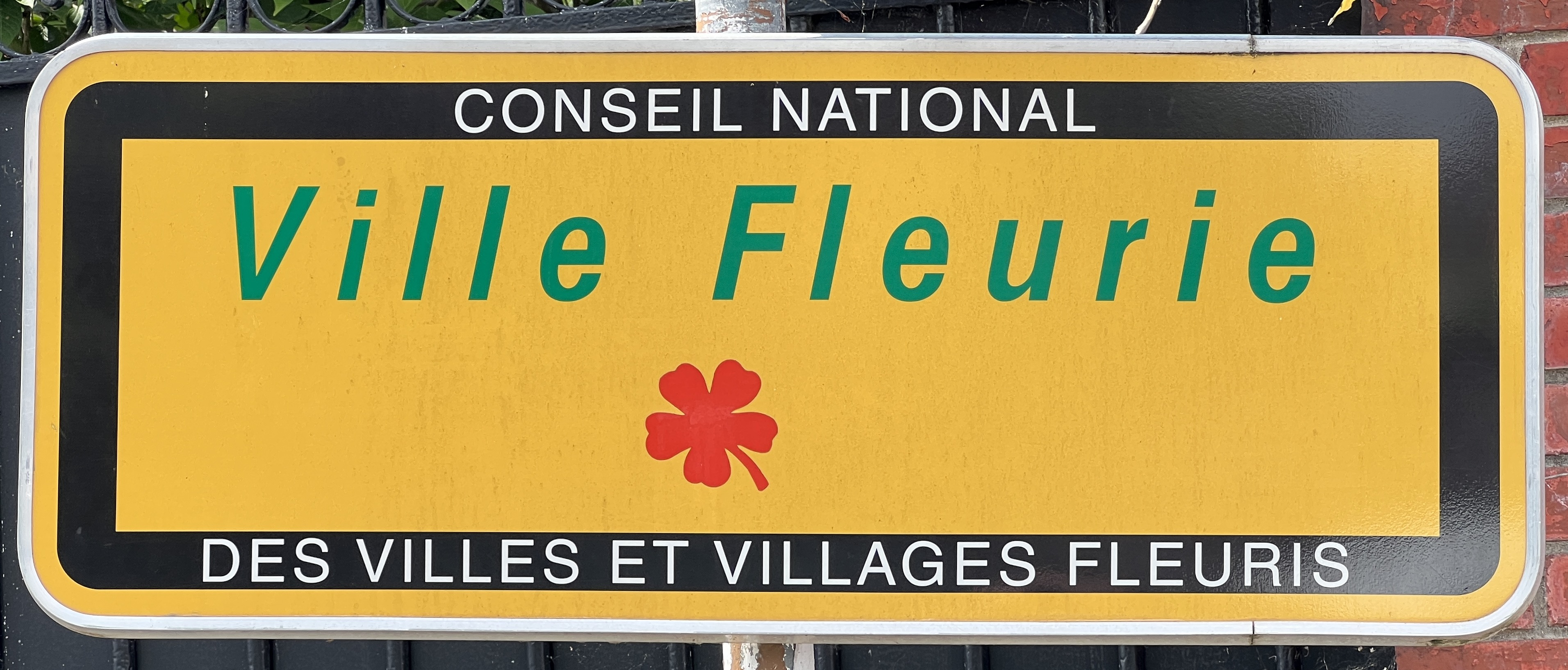
La récompense "Ville Fleurie", également connue sous le nom de "Villes et Villages fleuris
Entrée du village de Friesenheim par la D 203.
Le hameau de Neunkirch, commune de Friesenheim.
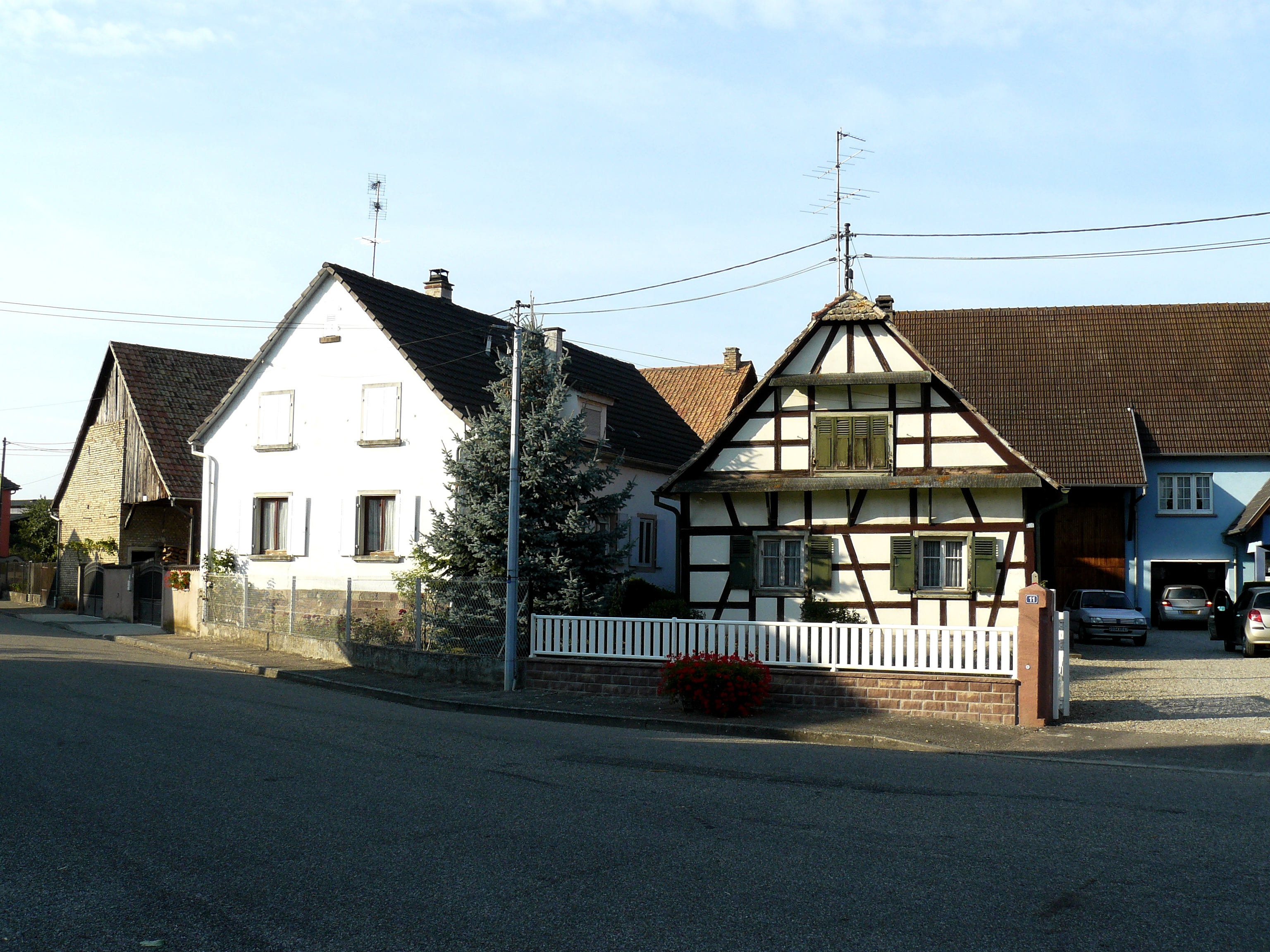
Le village de Friesenheim et ses maisons à colombages.

## Urbanisme

### Typologie
Au 1er janvier 2024, Friesenheim est catégorisée commune rurale à habitat dispersé, selon la nouvelle grille communale de densité à sept niveaux définie par l'Insee en 2022.
Elle est située hors unité urbaine. Par ailleurs la commune fait partie de l'aire d'attraction de Strasbourg (partie française), dont elle est une commune de la couronne,. Cette aire, qui regroupe 268 communes, est catégorisée dans les aires de 700 000 habitants ou plus (hors Paris),.

### Occupation des sols
L'occupation des sols de la commune, telle qu'elle ressort de la base de données européenne d’occupation biophysique des sols Corine Land Cover (CLC), est marquée par l'importance des territoires agricoles (69 % en 2018), en diminution par rapport à 1990 (70,1 %). La répartition détaillée en 2018 est la suivante : 
terres arables (68,8 %), forêts (25,2 %), zones urbanisées (3,8 %), eaux continentales (2 %), zones agricoles hétérogènes (0,2 %). L'évolution de l’occupation des sols de la commune et de ses infrastructures peut être observée sur les différentes représentations cartographiques du territoire : la carte de Cassini (XVIIIe siècle), la carte d'état-major (1820-1866) et les cartes ou photos aériennes de l'IGN pour la période actuelle (1950 à aujourd'hui).

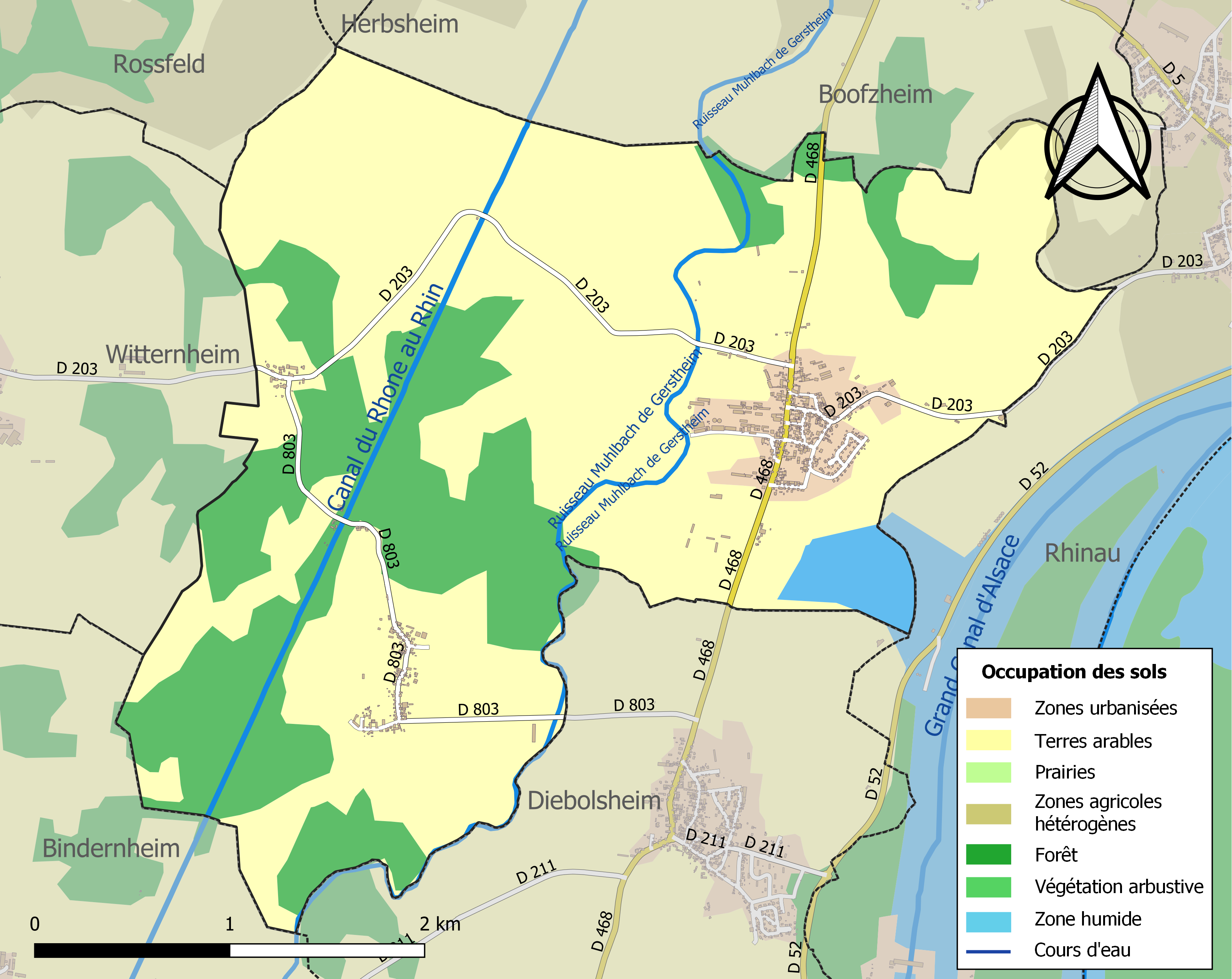
Carte des infrastructures et de l'occupation des sols de la commune en 2018 (CLC).

## Histoire
Village situé dans le Ried, il fut habité dès l'époque romaine. Aux VIIe et VIIIe siècles, les Frisons s'installent en construisant une église à la suite de leur conversion au christianisme. Friesenheim est une possession des seigneurs d'Hunenbourg à partir du XIIIe siècle. Le village passe ensuite aux mains de l'évêque de Strasbourg au XIVe siècle. Le fief est ensuite transmis aux seigneurs de Landsberg. La commune devient autonome à la fin du XIXe siècle, à laquelle sont annexées les hameaux de Neunkirch et Zellsheim.

### Un lieu de pèlerinage
Il existe à Neunkirch un lieu de pèlerinage dont la renommée dépasse largement l'Alsace. Avant de devenir un lieu de pèlerinage, Neunkirch a été pendant plusieurs siècles, l'église-mère des deux villages de Friesenheim et Witternheim qui faisaient probablement partie de la même communauté chrétienne. Lorsque les habitants se convertirent au christianisme, sans doute vers le VIIe siècle, ils décidèrent d'établir  leur église à mi-chemin entre les deux villages, au bord de l'ancien chemin celtique qui reliait le gué de Rhinau et les vallées de Lièpvre et de Villé, d'où le nom de Neukirch (Neuve-Église) et de Feldkirche (église des champs).
Les fidèles des environs venaient demander la protection de la Vierge Marie à cause des inondations du Rhin et de l'Ill contrairement aux lieux de pèlerinage construits à proximité d'une source bienfaisante. Les années 1950 ont vu s'édifier une esplanade pouvant accueillir jusqu'à 2 000 personnes  permettant la célébration de la messe en plein air.
C'est à partir de cette époque que le pèlerinage prend son aspect actuel sous la direction du père Jean-Baptiste Guthans. Dans la même décennie en 1954, le pèlerinage s'est aussi doté d'un chemin de procession. En 1987, une salle de pèlerins est construite comme lieu de rencontre et de formation. Le pèlerinage est animé par la congrégation missionnaire des oblats de Marie-Immaculée.

### Héraldique
| Blason de Friesenheim (Bas-Rhin) | Blason  | D'azur à la bèche d'argent, emmanchée d'or, posée en pal. |
| Blason de Friesenheim (Bas-Rhin) | Détails |                                                           |

## Politique et administration
| Période                                  | Période   | Identité        | Étiquette | Qualité                                    |
| ---------------------------------------- | --------- | --------------- | --------- | ------------------------------------------ |
| Les données manquantes sont à compléter. |           |                 |           |                                            |
| mars 1977                                | juin 1995 | Auguste Thomann |           |                                            |
| juin 1995                                | mai 2020  | André Klumb     |           | Exploitant agricole                        |
| mai 2020                                 | En cours  | René Eggermann  | SE        | Infirmier retraité, ancien premier adjoint |

### Budget et fiscalité 2021

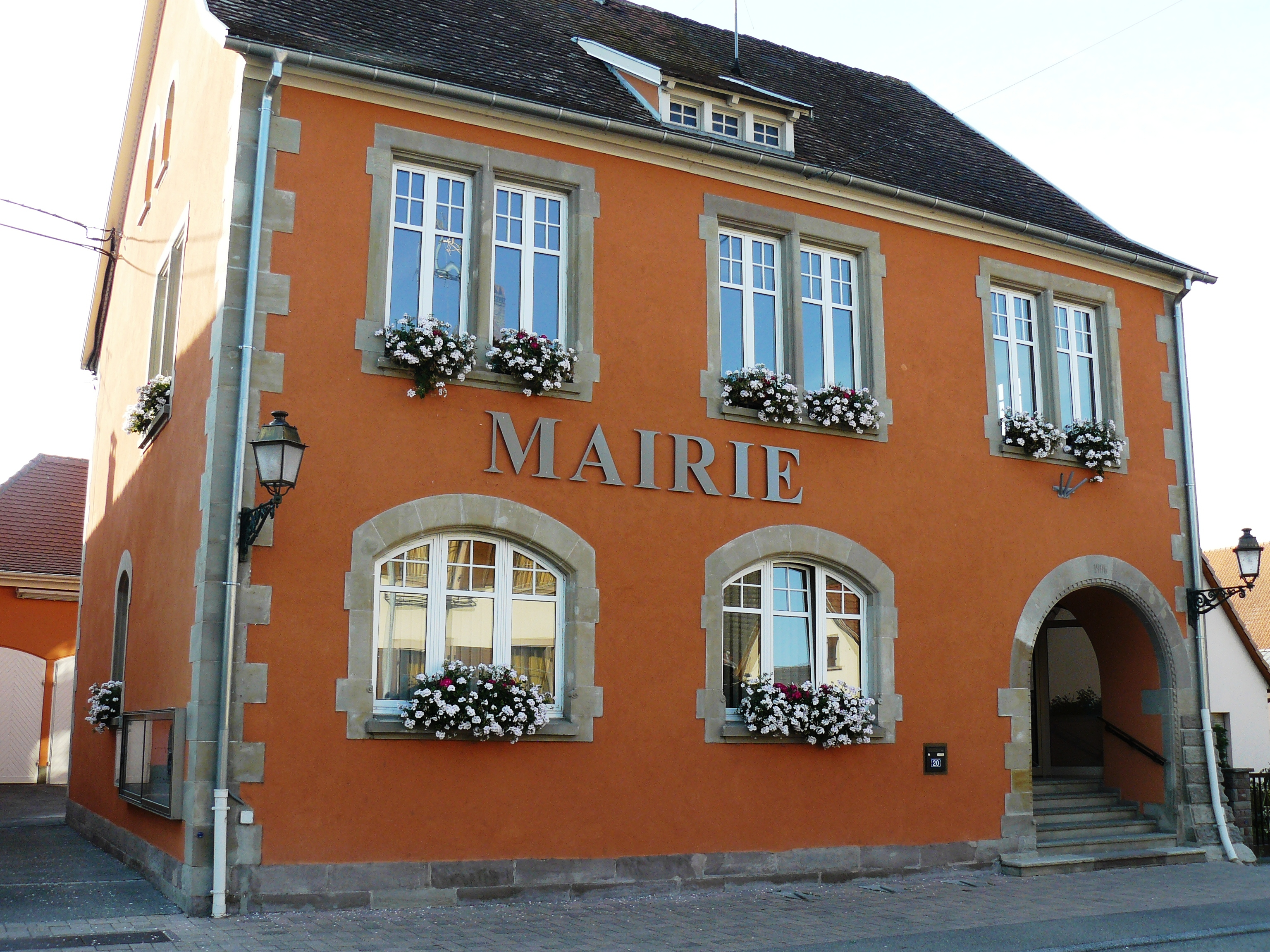
Mairie.

En 2021, le budget de la commune était constitué ainsi :
- total des produits de fonctionnement : 442 000 €, soit 701 € par habitant ;
- total des charges de fonctionnement : 314 000 €, soit 499 € par habitant ;
- total des ressources d'investissement : 207 000 €, soit 329 € par habitant ;
- total des emplois d'investissement : 87 000 €, soit 139 € par habitant ;
- endettement : 108 000 €, soit 172 € par habitant.

Avec les taux de fiscalité suivants :
- taxe d'habitation : 14,46 % ;
- taxe foncière sur les propriétés bâties : 18,98 % ;
- taxe foncière sur les propriétés non bâties : 28,54 % ;
- taxe additionnelle à la taxe foncière sur les propriétés non bâties : 0,00 % ;
- cotisation foncière des entreprises : 0,00 %.

Chiffres clés Revenus et pauvreté des ménages en 2020 : médiane en 2020 du revenu disponible, par unité de consommation : 23 900 €.

## Économie

### Entreprises et commerces

#### Agriculture
- Restée fidèle à sa vocation rurale, Friesenheim compte parmi les villages alsaciens ayant une activité agricole encore très forte qui a façonné le paysage. S’élevant vers le ciel, d’anciens séchoirs à tabac constituent des exemples remarquables de ce patrimoine.
- Culture de céréales, de légumineuses et de graines oléagineuses.

Restaurant des Deux Clés à Neunkirch, magnifiquement fleuri.

- Culture et élevage associés.

- Élevage de vaches laitières.
- Élevage de porcins.
- Élevage de chevaux et d'autres équidés.
- Élevage d'autres animaux.

#### Tourisme
- Hébergements et restauration à Friesenheim, Boofzheim, Rhinau, Rossfeld.

#### Commerces
- Commerces et services de proximité.

## Population et société

### Démographie

#### Pyramide des âges
L'évolution du nombre d'habitants est connue à travers les recensements de la population effectués dans la commune depuis 1793. Pour les communes de moins de 10 000 habitants, une enquête de recensement portant sur toute la population est réalisée tous les cinq ans, les populations de référence des années intermédiaires étant quant à elles estimées par interpolation ou extrapolation. Pour la commune, le premier recensement exhaustif entrant dans le cadre du nouveau dispositif a été réalisé en 2005.

En 2022, la commune comptait 617 habitants, en évolution de −0,96 % par rapport à 2016 (Bas-Rhin : +3,17 %, France hors Mayotte : +2,11 %).
| 1793 | 1800 | 1806 | 1821 | 1831 | 1836 | 1841 | 1846 | 1851 |
| ---- | ---- | ---- | ---- | ---- | ---- | ---- | ---- | ---- |
| 452  | 348  | 638  | 675  | 725  | 728  | 712  | 687  | 689  |

| 1856 | 1861 | 1866 | 1871 | 1875 | 1880 | 1885 | 1890 | 1895 |
| ---- | ---- | ---- | ---- | ---- | ---- | ---- | ---- | ---- |
| 645  | 626  | 605  | 663  | 619  | 633  | 607  | 577  | 645  |

| 1900 | 1905 | 1910 | 1921 | 1926 | 1931 | 1936 | 1946 | 1954 |
| ---- | ---- | ---- | ---- | ---- | ---- | ---- | ---- | ---- |
| 720  | 755  | 751  | 685  | 645  | 693  | 666  | 462  | 483  |

| 1962 | 1968 | 1975 | 1982 | 1990 | 1999 | 2005 | 2006 | 2010 |
| ---- | ---- | ---- | ---- | ---- | ---- | ---- | ---- | ---- |
| 455  | 459  | 444  | 476  | 507  | 494  | 628  | 638  | 637  |

| 2015 | 2020 | 2022 | - | - | - | - | - | - |
| ---- | ---- | ---- | - | - | - | - | - | - |
| 623  | 613  | 617  | - | - | - | - | - | - |

### Enseignement
Établissements d'enseignements :

École primaire de Friesenheim.

- Écoles maternelles et primaires à Friesenheim[34], Diebolsheim, Boofzheim, Witternheim, Rhinau.
- Collèges à Rhinau, Sundhouse, Gerstheim, Benfeld, Matzenheim.
- Lycées à Erstein, Sélestat.

### Santé
Professionnels et établissements de santé :
- Mdecins à Rhinau, Boofzheim, Wittisheim, Sundhouse, Hilsenheim.
- Pharmacies à Rhinau, Boofzheim, Sundhouse, Hilsenheim.
- Hôpitaux à Rhinau, Benfeld, Erstein, Sélestat.

### Cultes
- Culte catholique, Communauté de Paroisses Saint Jean-Baptiste entre Rhin et Zembs[36], Diocèse de Strasbourg.

## Lieux et monuments

Pèlerinage de Notre-Dame de Neunkirch.
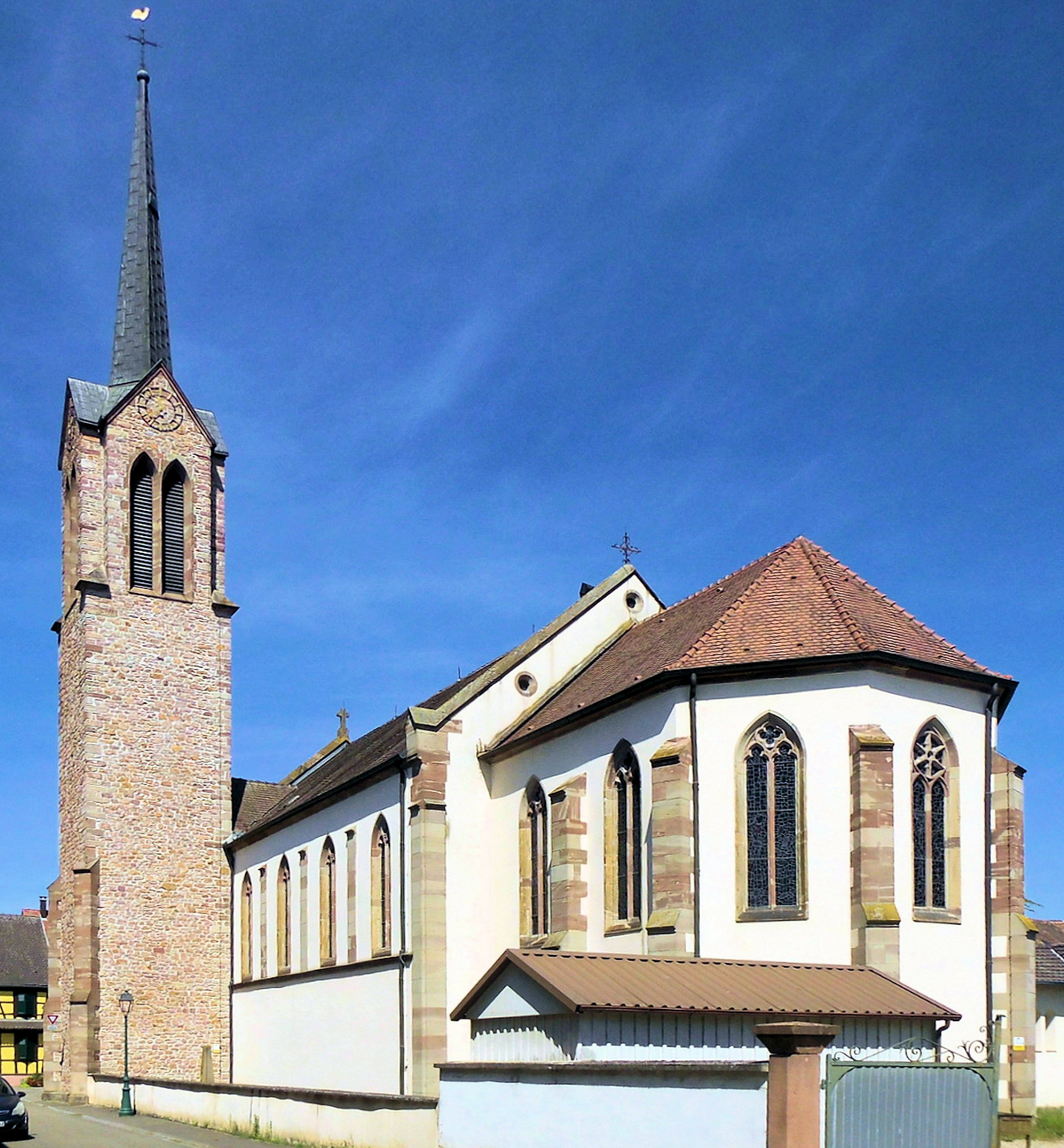
Église Saint-Nicolas de Friesenheim.
Chapelle Sainte-Anne.
Intérieur de la chapelle Sainte-Anne.
Petit oratoire situé dans le village de Friesenheim.
Chapelle des Saints-Auxiliaires.
Intérieur de la chapelle des Saints-Auxiliaires.
Nef de l'église Notre-Dame de Neunkirch.
Statuette, en ivoire, dans l'église Notre-Dame de Neunkirch.

## Patrimoine religieux

### Pèlerinage de Neunkirch

#### Localisation
Le pèlerinage de Neunkirch se trouve à mi-chemin entre les communes de Witternhem et de Friesenheim en retrait des deux bourgs dans un cadre champêtre en bordure de la petite route communale. Les deux villages utilisèrent jusqu'au XVIIIe siècle l'église de Neunkirch pour célébrer le culte car ils n'avaient pas les moyens de bâtir leur propre église. 
Le pèlerinage est constitué de trois édifices dont l'église Notre-Dame datant de 1455 renferme la statuette en ivoire de 12 cm de haut,,,

#### Historique
C'est près du village de Friesenheim  que se trouve le pèlerinage de Neunkirch dont la plus ancienne mention évoque le nom dès l'année 1290. La tradition rapporte qu'un pâtre trouva dans la forêt de Friesenheim une petite statue de la Vierge, dont il fit don à l'église de sa paroisse.  Le lendemain la statuette avait disparu, et fut retrouvée par le même pâtre, qui s'empressa de la rapporter. Ce miracle s'étant opéré jusqu'à neuf fois, on éleva, sur le lieu même  où la statue s'obstinait à se rendre une église où l'on exposa à la vénération des fidèles la figure miraculeuse, qui attire encore de nos jours de nombreux pèlerins. La chapelle prit le nom de Neunkirch (Neuf-Église) en mémoire des neuf voyages de la statue miraculeuse.
L'église actuelle date de 1455. L'évêque de Strasbourg, Robert de Bavière la fit reconstruire à cette époque dans de plus vastes proportions. Elle a subi depuis lors plusieurs remaniements, dont l'un en 1752, et a perdu, sauf quelques fragments, les vitraux peints qu'y avaient fait placer Robert et plusieurs familles nobles du pays.
Au XVIIIe siècle, le pèlerinage devint la propriété des jésuites du collège de Molsheim, il leur servait de campagne et de lieu de délassement pendant les vacances. Trois des pères le desservaient ainsi que les communes de Friesenheim, et de Witternheim et le hameau de Zelsheim. Cet état de chose dura jusqu'à la suppression de la compagnie.
En 1913 l'évêque de Strasbourg, monseigneur Fritzen confie la direction du pèlerinage aux missionnaires oblats de Marie-Immaculée.
Aujourd'hui on ne compte pas moins de cinq édifices religieux dans la commune, dont la plupart sont restés des lieux de pèlerinage très fréquentés et autour desquels se sont développés le bourg et les lieux-dits de Neunkirch et de Zelsheim. Depuis le XVe siècle, Notre-Dame de Neunkirch constitue un des hauts-lieux de la ferveur populaire en Alsace centrale.

### Église Saint-Nicolas
La première église remontant à 1737 devenue trop exigüe est remplacée par un édifice plus vaste. La tour-porche centrale est remplacée par une tour latérale en 1952, après avoir subi des destructions pendant la Seconde Guerre mondiale. Les vitraux sont l'œuvre de René Kuder.
* Maître-autel : saint sépulcre.
* Les autels latéraux disposent  de statues sculptées par le curé Haeusler :
** une Vierge aux bras étendus semblable à celle du vitrail de la cathédrale Notre-Dame de Strasbourg (1867),
** et de saint-Nicolas (1872),.
* Monuments funéraires (monuments sépulcraux, 6).
* Chaire à prêcher : les évangélistes, style néo-gothique,.
* Croix (statuette) Christ en croix,.
* Orgue actuel de Max et André Roethinger.

### Église Notre-Dame (Neunkirch)
L'église Notre-Dame a été édifiée à la demande de l'évêque de Strasbourg, Robert de Bavière. Elle a été modifiée en 1752 par l'installation de la chapelle du Berger et l'agrandissement de la sacristie. En 1820 une tour est ajoutée, puis rehaussée. Le clocher est remplacé par une tour en bulbe. La chapelle de la confession est rajoutée sur le côté dès 1872. La chapelle a été rénovée en 1953. 
Cadran solaire.
Verrières (4) : les évangélistes.
Cloches.
Objets mobiliers :
* Près de la sacristie, on aperçoit les dalles funéraires de F.B. Hurstel,, archiprêtre de la paroisse décédé en 1826, ainsi que de sa mère.
* Tombeau de Maria Sophia Metz.
* L'église Notre-Dame abrite la statuette de la Vierge à l'origine du pèlerinage,.
* Orgue de Franz Xaver Kriess,.
* Fonts baptismaux Baptême de Jésus.
* Statues 2 anges.
* Statue saint Jude.
* Ensemble de 28 ex-voto : miracles de la Vierge de Neunkirch.
* Reliquaire.

### Chapelle Sainte-Anne (Neunkirch)
Construite en 1891.
Statuette Vierge à l'Enfant dite Notre-Dame de Neunkirch.
2 autels, 2 retables, 2 tableaux (autels secondaires).

### Chapelle Saint-Pierre Saint-Paul de Zelsheim
Ancienne Chapelle Saint-Pierre Saint-Paul de la maison de correction (Zelsheim). La chapelle, construite en 1893 et bénie en 1894, sert aujourd'hui de résidence secondaire.

### Chapelle des Saints-Auxiliateurs
La chapelle des Saints-Auxiliateurs a été édifiée en 1879, par l'abbé Kelhetter qui fut également à l'origine de la création de la chapelle Sainte-Anne. 
À l'intérieur de la chapelle des Saints-Auxiliateurs se trouve :
* une pietà.
* Groupe sculpté Vierge de Pitié.
* 5 tableaux : Naissance de la Vierge, Présentation de la Vierge au Temple, Annonciation, Visitation, Présentation au Temple,.

### Croix monumentales
- 11 croix monumentales dans le village[79],[80],[81],[82].
- Croix de chemin[83].
- Croix de cimetière[84].

## Association des amis du pèlerinage
Il existe une association forte d'une vingtaine de membres qui s'occupe à mettre en valeur le patrimoine. Elle entretient le lieu et organise chaque année le premier dimanche de septembre une kermesse permettant de récolter des fonds pour l'entretien des édifices du pèlerinage. 
De temps à autre, cette association organise également des rencontres conviviales autour d'un repas qui attirent toujours beaucoup de monde  dans le même but récolter des fonds. Le pèlerinage compte un presbytère et une maison de religieuses où trois sœurs de la Divine Providence sont chargées de la décoration de l'église et d'accueillir les visiteurs.

## Patrimoine civil
- Schloessel :

Il s'agit d'une maison construite après la Révolution par Claude François Rousselet, dont la fille épousa l'architecte Antoine Ringeisen. Après le décès de sa femme, celui-ci fait vendre le Schloessel aux enchères en 1863. C'est l'abbé Kelhetter qui s'en porte acquéreur et y fait des transformations pour abriter les sœurs de la Croix ainsi que les orphelins et les enfants handicapés dont elles s'occupent. En 1894, l'évêque y transfère la maison d'éducation de Still, gérée par les frères de Matzenheim.  À la fin du XXe siècle, cet édifice devient une habitation privée.
- Écluse (XIXe siècle) :

Écluse de garde de Friesenheim Canal du Rhin à Rhinau (abandonné). Pont écluse 75;
- Hangar à tabac :

Anciens séchoirs à tabac,.
- Casemate :

La casemate 27/3 de Friesenheim ; Type de construction casemate d'infanterie double CORF (type SFBR).
Coupole de la casemate de la Ligne Maginot.

## Personnalités liées à la commune
- Le pèlerinage de Neunkirch a pris son aspect actuel sous la direction du Père Jean-Baptiste Guthans.